# 天平東
天平東（英語：Tin Ping East，代號N17）是香港北區區議會下轄的選區，1999年設立，2023年取消空，末任區議員為前新民主同盟成員劉其烽。

## 範圍
天平東選區橫跨上水北部及粉嶺聯和墟北部，包括天平邨天美樓及天喜樓、安盛苑、皇府山、安國新邨、美景新邨、綠悠軒、逸峯以及烏鴉落陽、馬屎埔村一帶鄉郊地區，與其相鄰的選區有天平西、鳳翠、皇后山、聯和墟及粉嶺市。投票站因應人口分佈而設有兩個，分別位於天平體育館及聯和墟社區會堂。

## 沿革
天平東選區首次出現於1999年區議會選舉，是因應九十年代天平路以北人口增長而設立，由天平邨天喜、天美、天朗樓加上天平山一帶的奕翠園、安國新村、石湖新村組成，當選的區議員為民主黨黃成智。黃其後於2000年當選立法會議員，成為雙料議員。
2003年區議會選舉，選區代號由N13改為N15，黃成智轉至彩園選區爭取連任，改由余智成代表民主黨出選，余以六成四得票率，擊敗對手民建聯成員黃海雄成功當選。
2007年區議會選舉，選舉管理委員會將原屬聯和墟選區的美景新邨改屬本區。是次選舉中，議席由原任議員余智成、退出了民建聯的黃海雄、毗鄰的天平西選區時任議員區維坤的妻子連遂蓮、民建聯成員柯倩儀以及自由黨成員聶政強競逐，最終在無一位候選人取得過千得票之下，由余以約八百多票擊敗另外四位對手成功連任。
2011年區議會選舉，選管會將本區的奕翠園編配至天平西選區，並將皇后山選區的綠悠軒以及烏鴉落陽、馬屎埔村一帶鄉郊地區劃入，同時代號由N15改為N16。於任內退出民主黨，加入林大輝牽頭的組織社區18，並由泛民主派陣營轉投鄉事派陣營的余智成爭取第二度連任，余在是次選舉中更獲時任上水鄉事委員會主席侯志強支持，而民建聯柯倩儀亦捲土重來，另有獨立人士莫富華參選此選區。泛民主派方面，民主黨本身派出嚴志恆，但鄰區天平西的洪寶華退選，嚴接替洪出選天平西，天平東改派於1990年代曾任祥華選區區議員的當區屋苑皇府山時任業主委員會主席梁玉祥出選。結果在余、柯、梁三位候選人的得票接近之下，由柯以約三成六的得票率擊敗另外三位對手當選，為建制派首次奪得本區。選舉過後余更提出選舉呈請，惟最終遭法庭駁回。
2015年區議會選舉，選管會原擬將屬石湖墟選區的順欣花園編配至天平西選區，惟在公眾諮詢期間，有意見認為應將本區的天平邨樓宇編配至天平西選區，最終選管會將原屬本區的天平邨天朗樓編配至天平西選區，維持石湖墟選區不變，代號由N16改為N17。選舉中競逐連任的柯倩儀，遇上民主黨成員劉其烽以及捲土重來的余智成挑戰，最終劉以約百分之四得票率差距擊敗柯及余成功當選，為泛民主派重奪此選區。
2018年劉其烽因天平西選區參選人問題與民主黨立法會議員林卓廷不合，在民主黨新界東支部因將軍澳民生關注組引起脫黨潮中同時退黨，但未有加入有關人士所創立的區政聯盟，而在2019年中加入新民主同盟，成為當時該團體第二名北區區議員。
2019年區議會選舉，競逐連任的劉其烽，則遇上捲土重來的民建聯柯倩儀及擔任北區國粹文化協進會主席的武術家呂玉山挑戰。最終劉以逾六成的得票率，約二千票的差距擊敗柯，成功連任，而呂則只得百多票。2021年6月新民主同盟宣佈解散，成員改以獨立民主派身份活動，2021年7月，劉其烽在政府計劃追討協助民主派初選區議員酬金津貼傳聞而帶起的區議員辭職潮中，宣佈辭去區議員職務。

## 歷屆議員
| 屆別                 | 議員   | 政治聯繫               |      |
| -------------------- | ------ | ---------------------- | ---- |
| 2000年－2003年       | 黃成智 | 民主黨                 |      |
| 2004年－2007年       | 余智成 | 民主黨                 |      |
| 2008年－2011年       | 余智成 | 民主黨 → 18 社區18     |      |
| 2012年－2015年       | 柯倩儀 | 民建聯                 |      |
| 2016年－2019年       | 劉其烽 | 民主黨 → ND 新民主同盟 |      |
| 2020年－2021年7月7日 | 劉其烽 | ND 新民主同盟          |      |
| 2021年7月8日－2023年 | 懸空   | 懸空                   | 懸空 |

## 歷屆選舉結果
| 政党   | 政党       | 候选人    | 票数  | %     | ±      |
| ------ | ---------- | --------- | ----- | ----- | ------ |
|        | 獨立       | ①. 呂玉山 | 143   | 2.00  | 不適用 |
|        | 新民主同盟 | ②. 劉其烽 | 4,513 | 63.07 | +18.77 |
|        | 民建聯     | ③. 柯倩儀 | 2,500 | 34.94 | -5.28  |
| 多数票 | 多数票     | 多数票    | 2,013 | 28.13 | +24.05 |

| 政党   | 政党   | 候选人    | 票数  | %     | ±      |
| ------ | ------ | --------- | ----- | ----- | ------ |
|        | 民主黨 | ①. 劉其烽 | 1,726 | 44.30 | 不適用 |
|        | 民建聯 | ②. 柯倩儀 | 1,567 | 40.22 | +4.64  |
|        | 獨立   | ③. 余智成 | 603   | 15.48 | -13.36 |
| 多数票 | 多数票 | 多数票    | 159   | 4.08  | +1.84  |

| 政党   | 政党   | 候选人    | 票数  | %     | ±      |
| ------ | ------ | --------- | ----- | ----- | ------ |
|        | 獨立   | ①. 莫富華 | 78    | 2.24  | 不適用 |
|        | 社區18 | ②. 余智成 | 1,006 | 28.84 | -4.32  |
|        | 民建聯 | ③. 柯倩儀 | 1,241 | 35.58 | +13.92 |
|        | 民主黨 | ④. 梁玉祥 | 1,163 | 33.34 | 不適用 |
| 多数票 | 多数票 | 多数票    | 78    | 2.24  | -6.57  |

| 政党   | 政党   | 候选人    | 票数 | %     | ±      |
| ------ | ------ | --------- | ---- | ----- | ------ |
|        | 獨立   | ①. 連遂蓮 | 357  | 14.56 | 不適用 |
|        | 獨立   | ②. 黃海雄 | 597  | 24.35 | -11.65 |
|        | 民建聯 | ③. 柯倩儀 | 531  | 21.66 | 不適用 |
|        | 民主黨 | ④. 余智成 | 813  | 33.16 | -30.84 |
|        | 自由黨 | ⑤. 聶政強 | 154  | 6.28  | 不適用 |
| 多数票 | 多数票 | 多数票    | 216  | 8.81  | -19.20 |

| 政党   | 政党   | 候选人    | 票数  | %     | ±      |
| ------ | ------ | --------- | ----- | ----- | ------ |
|        | 民主黨 | ①. 余智成 | 1,538 | 64.00 | 不適用 |
|        | 民建聯 | ②. 黃海雄 | 865   | 36.00 | 不適用 |
| 多数票 | 多数票 | 多数票    | 673   | 28.01 |        |

| 政党   | 政党   | 候选人      | 票数  | %     | ±      |
| ------ | ------ | ----------- | ----- | ----- | ------ |
|        | 獨立   | ①. 楊雙英   | 608   | 29.57 | 不適用 |
|        | 民主黨 | ②. 黃成智   | 1,281 | 62.31 | 不適用 |
|        | 獨立   | ③. 翁葉笑梅 | 167   | 8.12  | 不適用 |
| 多数票 | 多数票 | 多数票      | 673   | 32.73 |        |